# لويس جورج هاربر
لويس جورج هاربر هو سياسي كندي، ولد في 28 فبراير 1830 في كندا، وتوفي في 16 أبريل 1884. انتخب عضو مجلس العموم الكندي.